# Hauwa Ibrahim

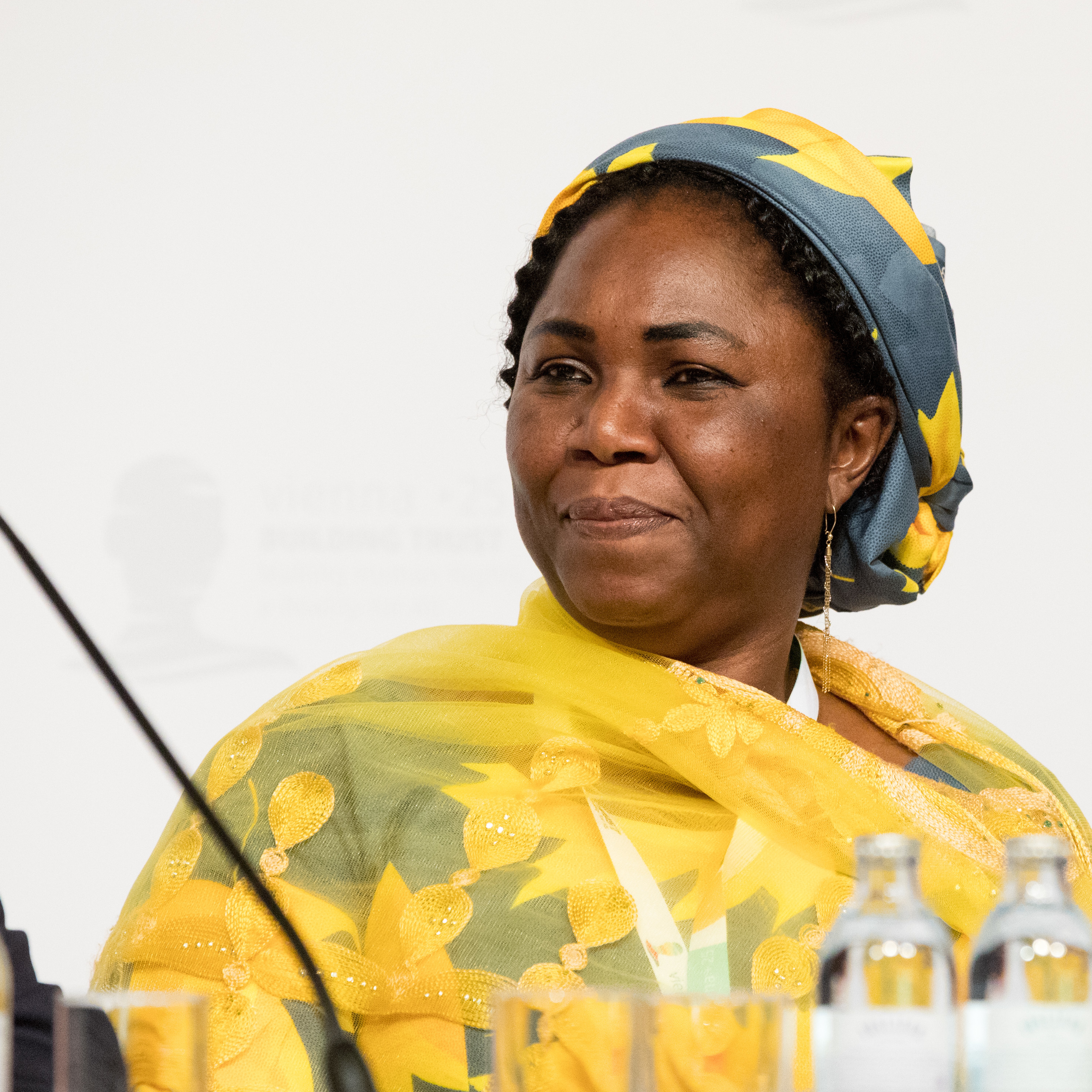
Hauwa Ibrahim - 2018

Hauwa Ibrahim là một nữ luật sư người Nigeria, và là người tranh đấu cho nhân quyền. Năm 2005 bà đã đoạt Giải thưởng Sakharov, cho việc bảo vệ các người bị xử phạt theo luật sharia của Hồi giáo - bộ luật có hiệu lực ở các tỉnh miền bắc Nigeria - trong đó có những người như Amina Lawal, Safiya Hussaini và Hafsatu Abubakar bị cáo buộc tội ngoại tình và có nguy cơ bị xử tử bằng cách ném đá.
Tháng 11 năm 2005, Hội đồng thành phố Paris đã tặng bà danh hiệu "công dân danh dự của thành phố Paris".
Mùa thu năm 2006, bà làm giáo sư thỉnh giảng ở đại học tư thục Saint Louis University School of Law ở St. Louis, Missouri, Hoa Kỳ.